# 郡山市役所
郡山市役所（こおりやましやくしょ）は、日本の地方公共団体である郡山市の組織が入る施設（役所）である。

## 概要

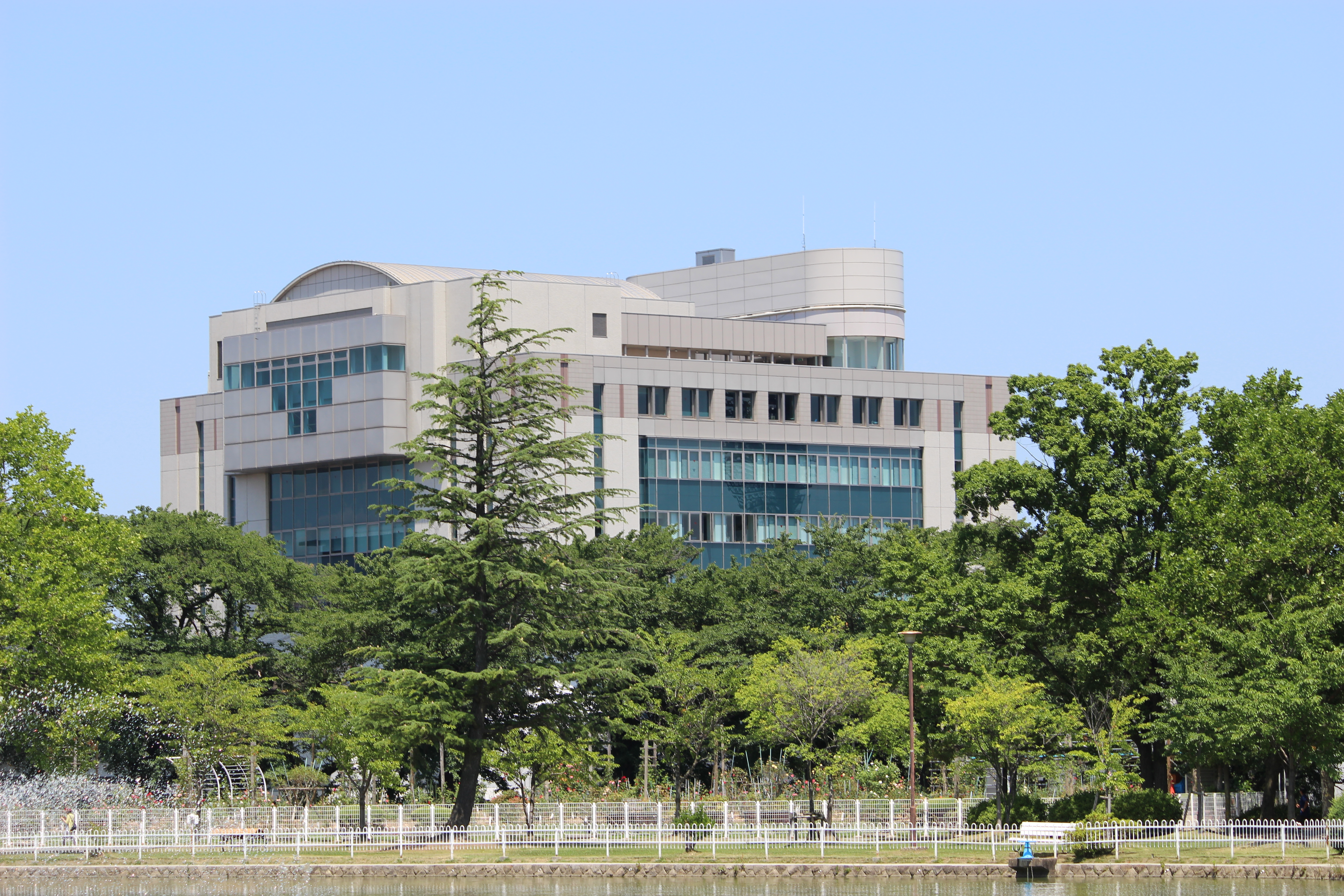
郡山市役所西庁舎

- 庁舎は本庁舎と西庁舎の2つに分かれる。現在の本庁舎は1965年（昭和40年）の大合併後1968年（昭和43年）に移転竣工したものである。西庁舎は1993年（平成5年）に竣工している。なお、市内麓山にあった移転前の1930年（昭和5年）竣工の旧市役所庁舎建物は市役所移転後福島県郡山合同庁舎として利用され今日に至る。
- 本庁舎最上階の6階の展望室が、東日本大震災で崩壊し男性1名が圧死した。遺体の発見に1ヶ月以上要した。

## 窓口受付時間
- 午前8時30分～午後5時15分
  - 閉庁日：毎週土曜日・日曜日・祝日・年末年始（12月29日～1月3日）

## 庁舎
| 階 | 本庁舎 |
| -- | --- |
| 6F | 展望室（東日本大震災で崩壊） |
| 5F | 都市政策課、教育委員会（文化課、生涯学習スポーツ課、学校管理課、総務課）、会議室 |
| 4F | 区画整理課、公園緑地課、開発建築指導課、下水道維持課、下水道建設課、下水道総務課 |
| 3F | 道路建設課、道路維持課、住宅課、建築課、河川課 |
| 2F | 正庁、改革推進課、政策企画課、記者控室、記者クラブ、公聴広報課、暴力団根絶福島県民会議、管財課、放送室、財政課、契約課、庁議室、秘書課、職員課、総務課、国際交流サロン、分庁舎連絡通路 |
| 1F | 障がい福祉課、郵便局、保育課、こども課、介護保険課、長寿福祉課、保険福祉総合相談窓口、食堂、案内、消防防災課、互助会、宿直・警備室、清掃課、生活環境課、廃棄物対策課、こども家庭相談センター、開成山地区整備推進センター、農政課、農地林務課、市民ギャラリー、会計課、東邦銀行、社会福祉課、売店、ATMコーナー |
| 階 | 分庁舎 |
| 8F | 議場、展望室 |
| 7F | 議場、会議室、第3・第4委員会室、議員控室、議会傍聴受付 |
| 6F | 議会事務局、議長室、副議長室、議会応接室、会議室、第1・第2委員会室、図書室、印刷室、全員協議会室、議員控室 |
| 5F | 監査委員室、監査委員事務局、農業委員会事務局、5-1-1・5-1-2・5-2-1・5-2-2会議室、選挙管理委員会、5-4会議室、外部監査委員室 |
| 4F | 企業立地課、商工労政課、観光物産課、情報政策課、OA研修室、4-1会議室、税総合システム構築室 |
| 3F | 市民協働推進課、男女共同参画課、市民安全課、工事検査課、国民健康保険課分室、談話室、職員、保健室、多目的ホール、広域市町村圏組合、市史編さん室 |
| 2F | 市民税課、資産税課、収納課、高年齢者職業相談室 |
| 1F | 国民健康保険課、市民課、市民相談センター、市政情報センター、ATMコーナー、案内、警備室 |
| 階 | 別 棟 |
| 2F | 自治労連組合事務所、別棟第4会議室、別棟和室 |
| 1F | 建築課分室、道路維持課分室、下水道・公園緑地課分室、都市交通調査室、別棟第2・第3・第6・第7・第8会議室、自治労組合事務所、計量検査所 |

## 旧庁舎
1930年（昭和5年）、郡山市役所として建設。設計は宮田荘七郎、施工は増子組。左右対称のシンメトリーな構成で、玄関ポーチなどにモダンゴシック様式の凝った意匠を施し、中央に塔屋がある当時の官庁施設の王道ともいえる様式。竣工時には日本建築学会発行「建築雑誌」に紹介されたと伝えられる。
1944年（昭和19年）、庁舎内に図書館が設置される。
1968年（昭和43年）、朝日一丁目に新市庁舎が建設されると、福島県の合同庁舎に転用された。
1985年（昭和60年）公開の三島由紀夫の生涯を題材にした映画『ミシマ:ア・ライフ・イン・フォー・チャプターズ』が製作される際、建物の外観が似ていることから陸上自衛隊市ヶ谷駐屯地での演説シーンの撮影に利用された。
現在、福島県郡山合同庁舎は郡山南拠点地区への移転が検討されているが、移転後の建物の利用方法は未定。しかし、同様の様式の建物で現存するものは少なくなりつつあり、文化財的な価値は高いとみられるため、今後の動向が注目されている。

## 所在地
- 〒963-8601
- 住所：福島県郡山市朝日一丁目23番7号
  - さくら通り（福島県道142号河内郡山線）沿いに所在する。

渡り廊下でアプローチされている西庁舎の住所は、郡山市桑野一丁目1番地だが、入館する部署によっては、本庁舎と同じ住所で案内される場合もある。

## アクセス
- JR郡山駅前バスプール8・9番乗り場から「郡山市役所」下車。
  - ただし、「下富田経由百合ケ丘」行きは除く

## 周辺
- 開成山公園
  - 郡山総合運動場開成山野球場
  - 郡山総合運動場開成山陸上競技場
- 郡山郵便局
- 郡山労働基準監督署
- 日本年金機構 郡山年金事務所
- 郡山女子大学